# كليفورد ووكر (سياسي)
كليفورد ووكر (بالإنجليزية: Clifford Walker)‏ هو محامي وسياسي أمريكي، ولد في 4 يوليو 1877 في الولايات المتحدة، وتوفي بنفس المكان في 9 نوفمبر 1954. حزبياً، نشط في الحزب الديمقراطي. انتخب حاكم جورجيا ‏.